# Węgry (Pommeren)
Węgry is een dorp in de Poolse woiwodschap Pommeren. De plaats maakt deel uit van de gemeente Sztum en telt 150 inwoners.